# 聖拉蒙 (烏拉圭)
聖拉蒙是烏拉圭的城市，由卡內洛內斯省負責管轄，位於該國南部，距離首都蒙特維多79公里，始建於1867年，海拔高度51米，2004年人口6,992人。

## 外部連結
- Map of San Ramón （页面存档备份，存于） (PDF; 156 kB)